# Manfred Wolf (saut à ski)
Pour les articles homonymes, voir Manfred Wolf et Wolf.
Manfred Wolf, né le 11 janvier 1948 à Steinbach-Hallenberg, est un sauteur à ski est-allemand.

## Biographie
En mars 1969, il établit au nouveau record du monde de saut à ski à Planica avec une distance de 165 mètres, qui tiendra pendant quatre ans. La même année, il remporte les deux concours internationaux de Zakopane, mais se blesse plus tard sérieusement à la jambe après une chute à Oberhof. Il revient pour notamment terminer deuxième des Jeux du ski de Suède en 1971 et vainqueur des Jeux du ski de Lahti en 1972.
Son principal fait d'armes est une 5e place sur le grand tremplin lors des Jeux olympiques d'hiver de 1972 à Sapporo. Cinquième est aussi son classement à la Tournée des quatre tremplins 1972-1973. Il prend sa retraite sportive en 1974.
Il est devenu entrepreneur à Steinbach-Hallenberg et prend base à Viernau.

## Palmarès

### Jeux olympiques d'hiver
| Épreuve / Édition | Sapporo 1972 |
| Petit tremplin    | 38e          |
| Grand tremplin    | 5e           |

### Championnats du monde de vol à ski
| Épreuve / Édition | Planica 1972 |
| Individuel        | 6e           |